# Panchkula Urban Estate
Panchkula Urban Estate é uma cidade e uma estate office no distrito de Panchkula, no estado indiano de Haryana.

## Demografia
Segundo o censo de 2001, Panchkula Urban Estate tinha uma população de 140 992 habitantes. Os indivíduos do sexo masculino constituem 54% da população e os do sexo feminino 46%. Panchkula Urban Estate tem uma taxa de literacia de 75%, superior à média nacional de 59,5%: a literacia no sexo masculino é de 77% e no sexo feminino é de 72%. Em Panchkula Urban Estate, 12% da população está abaixo dos 6 anos de idade.